# Деспот (возило)
Деспот је вишенаменско оклопно возило развијено у фабрици „Технички ремонт Братунац” која се налази у Братунцу, Република Српска.

## Опис
Деспот се може користити у полицијске и војне сврхе, а главне улоге возила су патролне и извиђачке мисије, командовање, транспорт и подршка јединицама за специјалне операције, медицинске сврхе, антитерористичке операције и мировне акције у случајевима различитих временских услова. Прототип возила је представљен на прослави Дана Републике Српске, на свечаном дефилеу у Бањалуци, 9. јануара 2019. године. 
ДЕСПОТ развија брзину и преко 120 km/h, са могућношћу савладавања нагиба од 50%, бочних нагиба до 30%, вертикалних препрека од 0,5 метара, водених препрека до 1,1 са прилазним углом од 40° и излазним углом од 43°. Укратко, возило поседује одличне перформансе за кретање и савладавање различитих захтевних терена и препрека
Снага мотора је 240 kW(322 КС при 2200 обртаја/мин), са аутоматским шестостепеним мењачем и двобрзинским разводником погона са блокадом диференцијала и паркинг кочницом. Има систем погона на 4 точка са независним вешањем, централни систем за контролу притиска у пнеуматицима, систем против блокирања кочница (АБС) и широк спектар стандардне опреме. Пнеуматици су величине 395x85 R20. Може да ради на температурама у распону од -30 °C до + 50 °C. Возило је опремљено алтернатором снаге 100А и са две батерије 2h12В 240Ah, који напајају возило електричном енергијом. Поседује два асиметрична резервоара горива укупне запремине 400 литара.
Балистичка заштита возила је ниво 2 према STANAG 4569, FB6 prema EN1522 или, опционо заштита нивоа 3 STANAG 4569. Zaštita od eksplozija sa zaštitom nivoa 2a i 2b prema STANAG 4569..

## Наоружање
За потребе интегрисања борбених станица на Деспота, од јужноафричке компаније Dynateq, набављене су даљински управљиве борбене станице (ДУПС) са митраљезом 12,7 mm.

## Корисници
Једини корисник овог возила је Специјална антитерористичка јединица Министарства унутрашњих послова Републике Српске, а возило је према речима званичника извезено у једну, за сада, непознату државу.
На проби дефилеа поводом дана Републике Српске 2022. године, МУП Републике Српске приказао је 10 возила, од чега 5 са даљински управљивим борбеним станицама (ДУБС).